# Parc de les Estacions
El Parc de les Estacions és un parc urbà situat al Districte de Llevant de Palma (Mallorca, Illes Balears). Fou anomenat així ja que està situat sobre el que antany varen ser les instal·lacions dels antics ferrocarrils, avui Serveis Ferroviaris de Mallorca.

## Història
L'espai va estar ocupat des de 1875 per Ferrocarrils de Mallorca empresa ferroviària que abastava l'estació, dependències annexes (hangars, tallers, oficines, etc.) i xarxa viària en superfície, des d'on partien les diferents línies que antigament unien la ciutat amb diversos punts de l'illa. A partir dels anys 60 i 70 del segle XX les diferents línies deixaren de donar servei i l'espai va perdre la seva funcionalitat inicial.
Atesa la seva ubicació estratègica dins la ciutat es va planificar donar-li altres usos a la superfície i es va concebre la seva reconversió en zona verda. No obstant això, a partir dels anys 90 es va projectar la recuperació del tren com a mitjà de transport, la qual cosa va obligar a combinar en l'espai la conversió en zona verda amb la recuperació dels usos inicials.
El parc va obrir les portes el 5 de juny de 1999, segons un disseny de l'arquitecta Carme Pinós. Aquest parc inicial tenia una àrea total de 37.330 m² i només hi abastava una part del parc actual, atès que la part confrontant amb el carrer d'Eusebi Estada s'hi allotjava la recuperada estació de ferrocarril.
Pocs anys després, el Govern autonòmic va planificar la construcció d'una gran estació soterrada per agrupar els diferents transports públics. Així, des de principis de 2005 el Parc fou totalment desmantellat per poder-hi construir la futura Estació Intermodal de Palma, soterrar l'estació i les vies dels ferrocarrils de Mallorca i construir el futur Metro de Palma. L'espai fou ampliat i totalment reconfigurat, segons un nou disseny de l'arquitecte Joan González de Chaves i fou reobert el 7 d'abril de 2007.

## Descripció
El parc és un dels més freqüentats pels ciutadans de Palma, atesa la seva ubicació estratègica en el cor de la ciutat. Al seu voltant es localitzen diversos punts estratègics, com ara l'accés a l'esmentada Estació Intermodal, la Plaça d'Espanya i el Ferrocarril de Sóller. El parc està ubicat entre els carrers d'Eusebi Estada (nord), Marquès de Fontsanta (sud), Gabriel Maura (est) i Plaça d'Espanya (oest), abastant aproximadament cinc illes de l'Eixample de la ciutat amb una àrea total d'uns 54.000 m².
La seva estructura és reticular, bàsicament pavimentada i formada per zones verdes de gespa i baixa vegetació i jardineres amb arbrat. La ubicació de l'Estació Intermodal en el subsòl del parc ha limitat considerablement la plantació de determinades espècies arbòries d'arrels amb certa profunditat. A més, compta amb mobiliari urbà com ara bancs, fonts d'aigua, zones d'esbarjo infantils i altres elements típics d'espais públics similars.
Al llarg del seu perímetre es conserven elements de valor patrimonial com diversos edificis de les antigues instal·lacions ferroviàries, l'antic Hostal Terminus (1914) o el Pont des Tren (1926) de l'arquitecte Gaspar Bennàssar.
La construcció i posterior manteniment de l'espai ha estat objecte de nombroses polèmiques a causa de les nombroses deficiències des de la seva reinauguració. Així es pot destacar el cost del segon projecte (12,5 milions d'euros); la ubicació de 26 casetes de vidre per a la ventilació de l'Estació Intermodal, no previstes en el projecte i de gran impacte visual; la destrucció del Pont des Tren el 2005, després reconstruït, tot i que amb modificacions; les constants avaries dels brolladors d'aigua en l'espai central del parc, o el trasllat forçat de l'escultura Five Paths (Cinc camins) de Richard Long el 2012 pel seu deficient manteniment.